# Markus Theunert

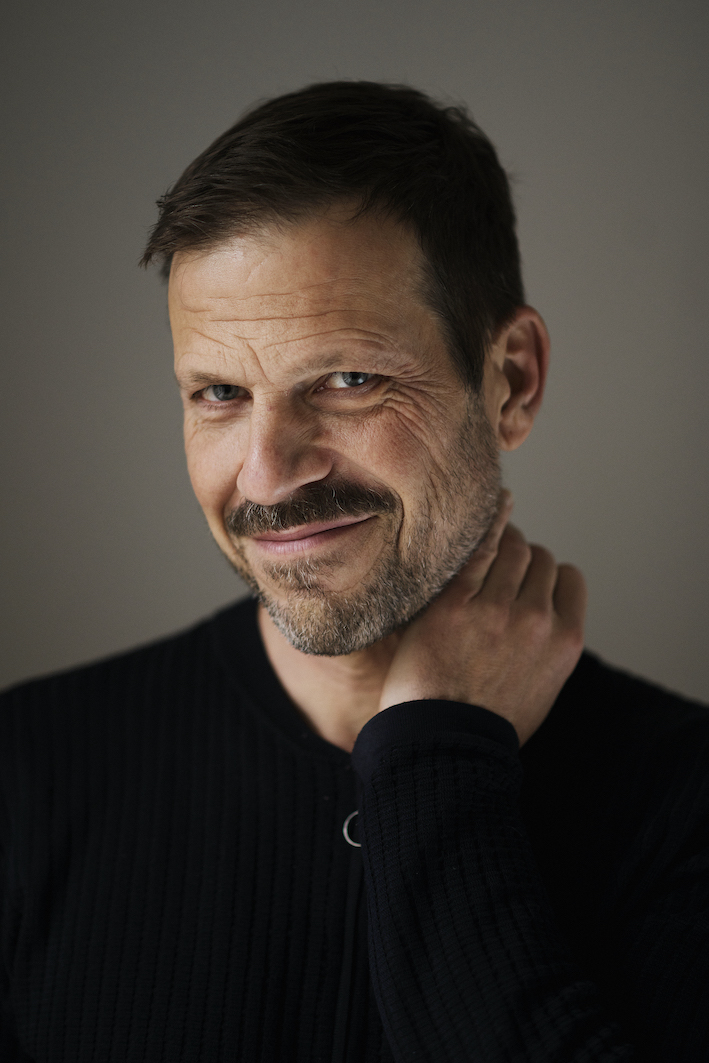
Markus Theunert

Markus Theunert (* 25. Januar 1973 in Basel) ist ein Schweizer Publizist und Männerpsychologe. Er ist einer der bekanntesten Vertreter der progressiven Schweizer Männerbewegung und war der erste staatliche Männerbeauftragte im deutschen Sprachraum.

## Leben
Theunert studierte Psychologie und Soziologie an den Universitäten Basel und Bern. Im Jahr 2000 gründete er die Schweizer Männerzeitung. Von 2005 bis 2016 war er Gründungspräsident des Dachverbands Schweizer Männer- und Väterorganisationen, männer.ch. Er ist Mitinitiant des Schweizer Vätertags und war 2007 bis 2012 Mitglied der Eidgenössischen Kommission für Frauenfragen.
Vom 1. bis 24. Juli 2012 wirkte er als Männerbeauftragter des Kantons Zürich an der Fachstelle für Gleichstellung von Frau und Mann. Der Kanton Zürich war mit der Schaffung der Stelle eines Männerbeauftragten das erste Gemeinwesen im deutschen Sprachraum, das für die spezifischen gleichstellungspolitischen Herausforderungen von Jungen, Männern und Vätern eine eigene Funktion geschaffen hat. Nach einer Polemik über ein altes sexualpolitisches Positionspapier von männer.ch wurde Theunert bereits nach drei Wochen vor die Wahl gestellt auf die aktive Mitarbeit bei männer.ch zu verzichten – oder die Arbeit als Männerbeauftragter niederzulegen; daraufhin verliess er die kantonale Stelle.
Markus Theunert ist seit 2016 Gesamtleiter von männer.ch und in dieser Funktion auch Leiter des nationalen Programms MenCare Schweiz. Daneben ist er auch international als Experte zur Frage der männlichen Beteiligung am Gleichstellungsprozess tätig. Im Auftrag des deutschen Bundesministeriums für Familien, Senioren, Frauen und Jugend (BMFSFJ) verfasste er 2020 das Dossier «Gleichstellungspolitik für Männer und Jungen in Deutschland».
Gemeinsam mit Matthias Luterbach vom Zentrum Gender Studies der Universität Basel veröffentlichte er 2021 einen «fachlichen Orientierungsrahmen für die geschlechterreflektierte Arbeit mit Jungen, Männern und Vätern». 2023 publizierte er unter dem Titel «Jungs, wir schaffen das» einen «Kompass für Männer von heute».

## Positionen
Markus Theunert zählt zu den Vordenkern der politischen Männerbewegung im deutschsprachigen Raum. Er ist Herausgeber des Sammelbands Männerpolitik. Was Jungen, Männer und Väter stark macht. Darin entwickelt er u. a. ein Rahmenkonzept, das männerpolitische Legitimation, Zielgruppen, Themen und Akteure systematisiert.
„Um das Projekt Gleichstellung 40 Jahre nach dem Beginn der Frauenbewegung zu Ende zu bringen, müsse die Geschlechterpolitik nämlich heute auf die Bedürfnisse von Männern, Jungen und Vätern ausgerichtet und institutionell verankert werden, so die zentrale Forderung des Buches.“
In seinem Buch Co-Feminismus. Wie Männer Gleichstellung sabotieren – und was Frauen davon haben beleuchtet er insbesondere die Rolle der Männer in der Geschlechterpolitik.
Theunert positioniert sich als Vertreter einer gleichstellungsorientierten und progressiven Männerbewegung, der er sowohl profeministische wie auch emanzipatorische Strömungen zuordnet. Dieser «progressiven Allianz» gehöre an, wer die Forderung teile, «dass alle Chancen und Belastungen zwischen den Geschlechtern fair zu verteilen sind, was konkret insbesondere die hälftige Aufteilung aller bezahlten und unbezahlten Arbeiten zwischen den Geschlechtern meint.» Damit das Projekt Gleichstellung gelinge, bedürfe es des eigeninitiativen Mitwirkens der Männer. „Deshalb darf man die Männer nicht als Helfershelfer für die weibliche Gleichstellung ansprechen, sondern man muss ihre Leidenschaft wecken.“ Dafür brauche es eine doppelte Emanzipation der Männer: gegenüber überholten Männlichkeitsnormen einerseits, gegenüber der gleichstellungspolitischen Definitionsmacht der Frauen andererseits. In seinem männerpolitischen Rahmenkonzept beschreibt er Gleichstellungspolitik in der Konsequenz als dialogische Verbindung eigenständiger frauen- und männerpolitischer Teilstrategien. Auf dieser Basis fordert er die Verankerung eines neuen relationalen Gleichstellungsparadigmas und die Überwindung eines rein quantitativen und vergleichenden Gleichstellungsdiskurses: „Solange wir darum streiten, welchem Geschlecht das gesellschaftliche Korsett mehr zusetzt, zurren wir die Korsette selber enger. Weder Männer noch Frauen sind allein Täter oder Opfer, Profiteure oder Verlierer.“
In seinen neueren Publikationen engagiert sich Theunert dafür, die Erkenntnisse der universitären Geschlechterforschung für die Praxis einer geschlechterreflektierten Männerarbeit nutzbar zu machen. Die «feministische Analyse ist sein Fundament». Zentrales Anliegen bleibt, (weisse heterosexuelle cis) Männer für Gleichstellung zu mobilisieren. «Wir müssen eine Brücke bauen, damit der Durchschnittsmann in Würde den Sockel des Patriarchats hinabsteigen [kann] und auf Augenhöhe einen neuen Platz in der Gesellschaft findet.»

## Kritik
Theunerts Ernennung zum Männerbeauftragten und der kurz darauf erfolgte Rücktritt wurden von der nationalen und internationalen Presse ausführlich kommentiert.
Während Alice Schwarzer Theunert attestierte, „lauter kluge Sachen“ zu äussern, wurde von Seiten der staatlichen Gleichstellungsarbeit u. a. die Notwendigkeit der Funktion eines Männerbeauftragten kritisch hinterfragt.
Ablehnend äussert sich die antifeministische Männerrechtsbewegung (von der sich Theunert selbst seinerseits deutlich distanziert) über seine gleichstellungspolitischen Perspektiven. So kritisiert der antifeministische Blog Söhne des Perseus, Theunert sei eine „Marionette als dringend benötigte, männliche Legitimitätsfassade“ für den „schweizerischen Staatsfeminismus“.
Das in Theunerts Publikationen ausgearbeitete Konzept der „Männerpolitik“ stößt auf einige fachliche Kritik. Männerpolitik grenze sich gegenüber vorheriger Geschlechterpolitik ab und behaupte innovativ zu sein, dabei würden jedoch in Lagebeschreibung und Selbstwahrnehmung die geschlechterpolitischen Entwicklungen der letzten Jahre und Jahrzehnte nicht wahrgenommen. Männerpolitik kopple sich von den gleichstellungspolitisch etablierten Zielkonzepten ab sowie von den Entwicklungen im nicht-deutschsprachigen Ausland wie beispielsweise dem weiter am Gender-Mainstreaming-Gedanken orientierten „involving men“-Ansatz. Der Männerpolitik-Ansatz sei strukturell kurzsichtig und biete wenig Verständnis für und Anknüpfungsfähigkeit an die Logiken politischer Gestaltung oder organisationaler Veränderungsprozesse. Der „state of the art“ des Querschnittsansatzes tauche nicht auf, womit ein Verlust an Verbindlichkeit, Zielorientierung, fachlicher Ausdifferenzierung und rechtlicher und politischer Verankerung einhergehe. Durch verkürzte Darstellung werde Frauenpolitik zum Popanz stilisiert, dies könne antifeministische Aufrechnungsargumentationen unterstützen. Dieser Kritik begegnet Theunert, indem er fragt, was der Nutzen einer solchen Gegenüberstellung sein soll: «Männerpolitik ist (…) nicht die Alternative zu Involving Men, sondern eher die Vorstufe: der Versuch, Gleichstellungsarbeit/-politik für Männer (und nicht nur für ganz bestimmte Männer) als Akteure (und nicht nur als Zielgruppe) in der Breite zu öffnen und männliche Lebenslagen jenseits von Appell und Defizitunterstellung in den Blick zu nehmen.» Denn: «Wie auch immer man die gleichstellungspolitische Strategie des Gender Mainstreaming fachlich einschätzt: In der Lage, breite Männerschichten zum Mitwirken zu ermuntern oder gar Ansätze von Leidenschaft zu entfachen, ist sie nicht.»
Die Geschlechterforscherin Franziska Schutzbach nennt die von Theunert geleitete Organisation männer.ch als Positivbeispiel, dass «Männeranliegen durchaus auch ohne Ablehnung 'des Feminismus' formuliert werden können».

## Veröffentlichungen
- Markus Theunert (Hrsg.): Männerpolitik. Was Jungen, Männer und Väter stark macht. Wiesbaden: Springer VS 2012, ISBN 978-3-531-18419-7
- Co-Feminismus : Wie Männer Emanzipation sabotieren – und was Frauen davon haben. Bern : Verlag Hans Huber 2013, ISBN 978-3-456-85280-5
- Die andere Geschlechterpolitik. In: Aigner, J. (Hg.). Der andere Mann, S. 165–188. Giessen: Psychosozial Verlag 2016. ISBN 978-3-8379-2620-0
- Fair heisst 50:50: Förderung männlichen Care-Engagements – eine Praxisperspektive. In: Dinges, M. (Hg.). Männlichkeiten und Care, S. 109–122. Weinheim: Beltz Juventa 2020. ISBN 978-3-7799-6227-4
- Zusammen mit Matthias Luterbach: Mann sein ...!? Geschlechterreflektiert mit Jungen, Männern und Vätern arbeiten. Ein Orientierungsrahmen für Fachleute, Weinheim : Juventa Verlag 2021, ISBN 978-3-7799-6438-4 (Inhaltsverzeichnis)
- Jungs, wir schaffen das. Ein Kompass für Männer von heute. Stuttgart: Kohlhammer 2023. ISBN 978-3-17-042786-0